# Eldhraun
L'Eldhraun, toponyme islandais signifiant littéralement en français « désert de lave du feu », est une coulée de lave d'Islande formée au cours de l'éruption du Laki en 1783. Scindée en deux coulées au cours de son parcours, sa branche orientale est appelée Brunahraun dans sa partie terminale.

## Géographie

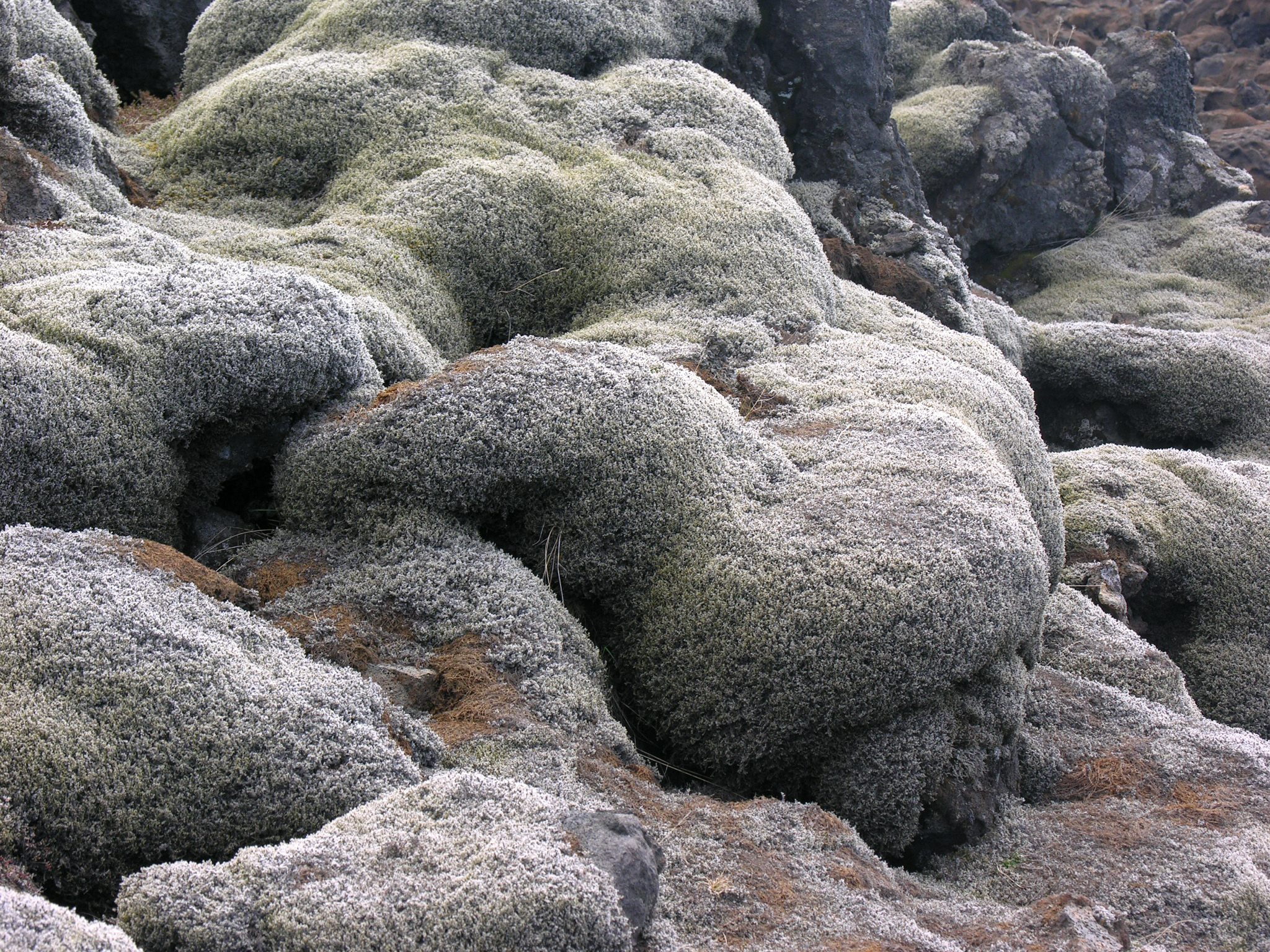
Vue rapprochée de la mousse recouvrant l'Eldhraun à proximité de Kirkjubæjarklaustur.

Couvrant une importante superficie dans le Sud et un peu du nord de l'Islande, l'Eldhraun prend sa source le long des 27 kilomètres de longueur des Lakagígar, au sud-ouest du Vatnajökull. En premier lieu, elle s'épanche de part et d'autre de cette fissure volcanique sur le plateau entourant les cratères mais elle s'est ensuite principalement déversée en direction du sud-est et du sud en formant deux coulées distinctes ; celle qui s'est dirigée vers le sud-est est appelée Brunahraun dans sa partie terminale. Ces deux coulées ont emprunté deux vallées pour descendre les Hautes Terres d'Islande sur lesquelles elles sont nées : celles de la Hverfisfljót pour la Brunahraun et celle de la Skaftá pour la branche sud. Contraintes par la topographie, leur largeur diminue alors parfois à quelques dizaines de mètres de largeur, notamment dans le lit de la Skaftá. Une fois arrivées dans la plaine littorale au pied des contreforts des Hautes Terres, la lave s'est étalée dans le Meðallandssandur et le Brunasandur en formant deux grands lobes à la surface tourmentée.

## Histoire

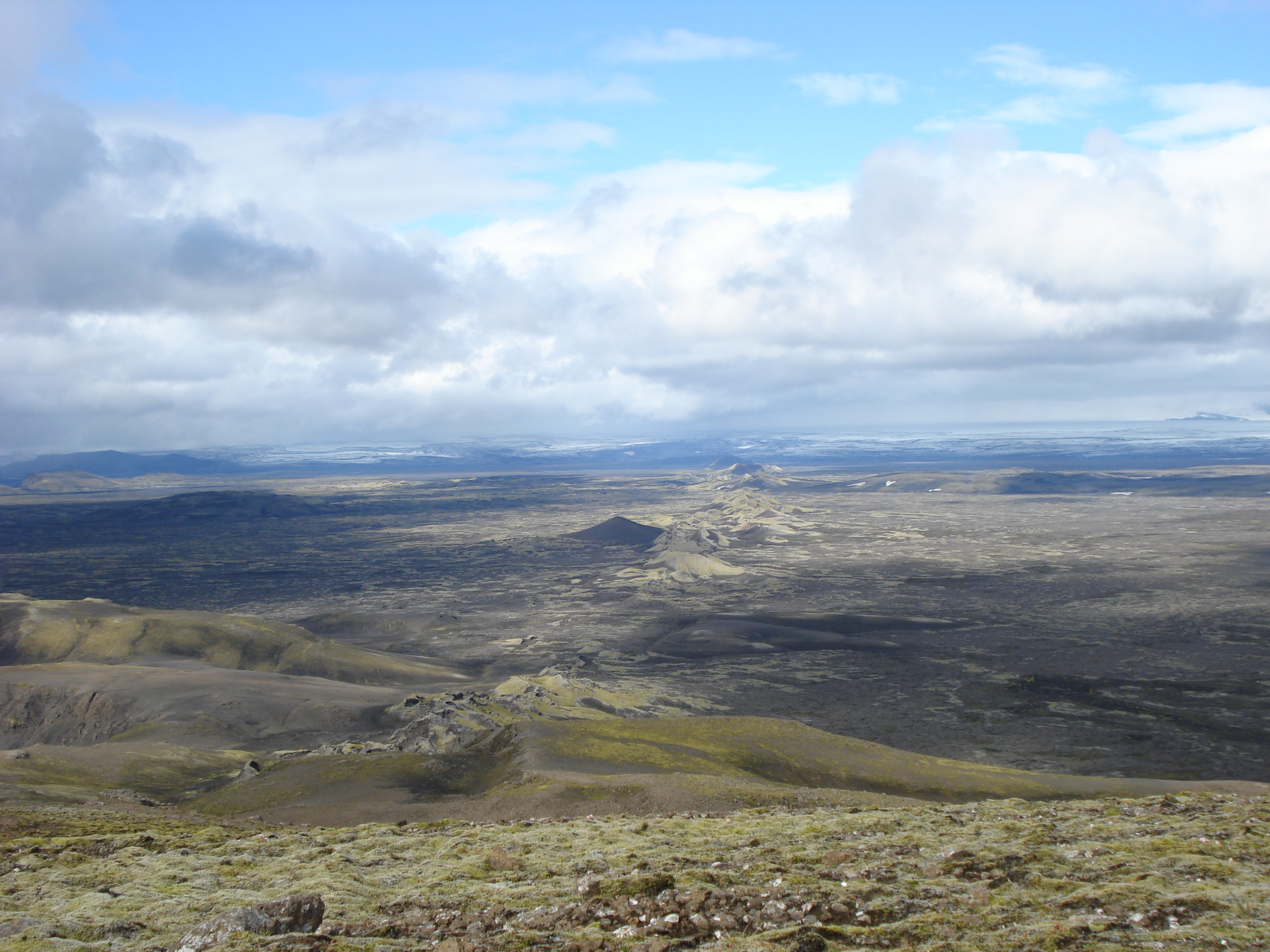
Vue depuis le sommet du Laki d'une partie de l'Eldhraun autour de la moitié septentrionale des Lakagígar, les cratères d'où est issue la coulée de lave.

L'Eldhraun est née au cours de l'éruption du Laki en 1783, plus précisément le 8 juin lorsque s'ouvrent les fissures. Après un petit épisode phréato-magmatique, des fontaines de lave qui auraient atteint 1 400 mètres de hauteur donnent naissance à l'Eldhraun lorsque la lave s'écoule autour des cratères. L'éruption se poursuit jusqu'au 7 février 1784 mais la majorité de la lave est émise de juin à octobre 1783. La masse de lave d'un volume de 15 km3 couvre alors rapidement une superficie de 565 km2.
La coulée menace les populations, leurs habitations et leurs cultures lorsqu'elle arrive dans la plaine côtière dans les environs de la localité de Kirkjubæjarklaustur qui se retrouve prise en étau entre les deux coulées qui se sont individualisées. Elle détruit de nombreuses fermes, pâturages et terres cultivées.
Depuis son refroidissement, l'Eldhraun s'est couverte de mousse, particulièrement dans la plaine littorale où le climat est plus clément que sur les Hautes Terres. De nouvelles routes et sentiers ont été tracés à sa surface, notamment la route 1 qui la recoupe dans la plaine littorale.

Vue panoramique de l'Eldhraun au sud-ouest de Kirkjubæjarklaustur.